# 左方
左方（1934年11月18日—2021年11月3日），曾用名黄克骥，广东广州人，中國媒體人，前南方週末主編以及創始人之一。
左方1950年参军，1957年复员后考入北京大学中国语言文学系，1962年畢業後进入南方日报社，曾先後擔任南方日报社编辑、文艺部副主任。1983年11月上旬開始筹办南方周末，1984年2月11日，南方周末正式出刊，左方同時出任副主编。1991年6月，出任南方周末主编，1995年1月退休，1995年至1998年以返聘形式繼續在報社服務。2021年11月3日下午4时30分因病在廣州去世。

### 著作
- 《鋼鐵是怎樣煉不成的：〈南方週末〉創始人左方 口述歷史》左方 沈洪 著，天地圖書2014年7月初版，ISBN 9789888254996